# Galvanostégie
La galvanostégie est un procédé de traitement de surface électrochimique visant à recouvrir un objet en métal d'une couche métallique, dans un but de protection contre la corrosion ou pour améliorer d'autres propriétés physiques de surface. Les couches de cuivre, d'argent, d'or, de chrome ou de zinc sont parmi les plus courantes. 
La galvanoplastie est également une technique électrolytique mais le terme désigne la reproduction ou l'ornementation d'objets en orfèvrerie.

## Applications
La galvanostégie apporte des changements chimiques, physiques et modifie les propriétés mécaniques de la pièce.
- Changement chimique pour améliorer la résistance à la corrosion :
  - Zingage, industrie automobile, bâtiment, aéronautique, constructions mécaniques, visserie-boulonnerie ;
  - Nickelage électrolytique
  - Cuivrage, avant chromage
  - Cadmiage
  - Chromage
  - Dorure galvanique, connectique en électronique
  - Galvanisation
  - Tuyau trempage dans le plomb d'un tuyau en tôle destiné au transport du gaz

- Changement physique dans l'apparence :
  - Chromage, toutes industries
  - Galvanoplastie, en orfèvrerie et bijouterie

- Changement des propriétés mécaniques dans la résistance des matériaux par amélioration de la dureté de surface des matériaux utilisés dans l'industrie.
  - Chromage, utilisé comme revêtement anti-usure dans l’industrie automobile et aéronautique (tige d’amortisseur, etc.)

## Effets
Le métal servant de support est dénommé substrat. Ces substrats sont choisis en fonction de leurs caractéristiques physiques et les dépôts effectués assurent des qualités électriques contrôlées : l'or ou l'argent pour protéger de l'oxydation et la constance de leur conductivité, le nickel pour protéger de la corrosion et l'étain/plomb permet de préparer l'assemblage pour la soudure/brasure de la pièce traitée.
Les applications sont nombreuses et se retrouvent dans la robinetterie, l'industrie spatiale et automobile, ainsi que la connectique au sens large qui utilise comme système de protection à la corrosion, un dépôt métallique à base d'or, de nickel et d'étain/plomb.